# دو قلة (بنستان)
دو قلة (بالفارسية: دوقله) هي قرية تقع في إيران في قسم بنستان الريفي.